# کوین مور
کوین مور (انگلیسی: Kevin Moore؛ زادهٔ ۲۶ مهٔ ۱۹۶۷) یک موسیقی‌دان اهل ایالات متحده آمریکا است. وی از سال ۱۹۸۵ میلادی تاکنون مشغول فعالیت بوده‌است. 